# Софроній Іркутський
Софроній Іркутський (у світі — Стефан Назарович Кришталевський, 25 грудня 1703, Березань — 30 березня 1771) — релігійний діяч РПЦ українського походження, святий РПЦ.

## Життєпис
Стефан Назарович Кришталевський народився 25 грудня 1703 року в сотенному містечку Переяславського полку Березані (нині — місто обласного підпорядкування Київської області). Був названий на честь святого Апостола, первомученика й архідиякона Стефана.
Його батько, Лазар Федорович, походив із простих селян. У 1727 р. закінчив Києво-Могилянську Академію, того ж року став послушником Золотоніського Красногірського монастиря Переяславської єпархії, де й прийняв чернечий постриг 25 березня 1730 р., та отримав нове, чернече ім'я — на честь святителя Софронія Єрусалимського.
У 1732 р. був рукоположений ієродияконом, дещо пізніше — ієромонахом, хіротонію здійснив у Софійському монастирі в Києві сам київський митрополит Рафаїл (Заборовський). Згодом св. Софронія було призначено ігуменом цього монастиря, але 1742 року було переведено до Олександро-Невської лаври в Петербурзі, де в 1745 р. він став намісником лаври в сані архімандрита.
Уже 1752 р. він був одним із кандидатів на місце єпископа Переяславського та Бориспільського, але 23.01.1753 р. синодальним указом його призначили єпископом Іркутським та Нерчинським (хіротонія відбулася 18.04.1753 р.). Перед від'їздом Софроній побував у рідному Красногорському монастирі, їздив на прощу в Києво-Печерську лавру. До Сибіру св. Софроній вирушив, підібравши цілий гурт помічників, насамперед із українців.
Через чотири місяці подорожі — у березні 1754 р. новопризначений єпископ Софроній прибув до Іркутська. На новому місці святий активно займався місіонерською та просвітницькою діяльністю. Так, він наказав обов'язково навчати в школах дітей священиків та селян, перевів Іркутську Духовну Семінарію у новий архієрейський дім, збудований його коштом. Для семінарії він виписував викладачів із Києва, закупив і зібрав велику бібліотеку. Чимало місцевих жителів навернув у християнство.
Велику увагу приділяв владика корінним народам. Уникаючи тиску й примусу, проповідував їм Слово Христове, навчаючи основ віри й молитов їхніми рідними мовами. «Тим, хто не бажає святого хрещення, після звернення й умовлянь жодного примусу не чинити й ніяких погроз не робити, позаяк християнській проповіді належить любов зі смиренням, покірливістю й тихістю, позаяк серце людське силувати неможливо», — наполягав владика.
Упокоївся святий Софроній 30 березня 1771 р. в Іркутську, був похований у Іркутському Богоявленському соборі. У 1903 р. його мощі були виявлені нетлінними. Уже тоді чимало людей дістали біля них чудесні зцілення. У 1918 р. відбулася канонізація святого.
Пам'ять святого Софронія Іркутського вшановується 30 червня (13 липня).